# 2014년 시리아에서의 미국인 인질 구출 작전
2014년 시리아에서의 미국인 인질 구출작전(영어: 2014 American rescue mission in Syria)은 시리아 내전동안 IS에 의해 납치된 미국인 2명을 포함한, 24명의 외국인 인질들을 구출하는 작전이었다. 2014년 7월 4일 미국의 합동특수전사령부(JSOC) 소속의 특수부대원들이 인질들을 구출하기 위한 작전을 시도했다.

## 작전
미국의 독립기념일인 2014년 7월 4일, 미 국방부인 펜타곤의 승인에 따라 인질의 구출작전을 실행하기 위해 미국 육군 특수부대 델타포스 요원들은 IS 본거지인 시리아 락까에서 남동쪽으로 약 17km 떨어진 우카이리샤 지역으로 침투했다. 제160특수작전항공연대(SOAR)가 이들의 수송을 맡았다. 이곳은 IS가 "오사마 빈 라덴" 캠프로 명명한 군사 기지로, IS가 중요 인질들을 수용하고 있다는 첩보가 있었던 곳이다.
또한 현지 주민들에 따르면 그곳은 서방 국가의 중요 인질들을 비롯해 IS가 6월에 도시를 점령하면서 이라크의 모술에서 납치한 49명의 터키 외교관, 특수부대원과 그들의 가족들이 잠시 동안 억류되어 있던 곳이었다고 말했다.
미국의《ABC 방송》과 영국의《데일리 텔레그래프》등은 정부 관리와 자신을 아부 이브라임 알라카위(가명)라고 소개한 시리아인 목격자가 제보한 내용을 바탕으로 미국이 제임스 폴리와 다른 미국인 인질을 구하기 위해 펼친 비밀 구출작전의 구체적인 내용을 보도했다. 하지만 미국 정부는 육군 특수부대가 수행한 이 작전이 실패했다면서도 세부사항에 관해 함구했다. IS의 타깃이 될까 두려워 가명을 쓰는 라카위는 그가 올리는 대부분의 정보는 페이스북의 관리자에 의해 빠르게 삭제된다고 말했다. 그러나 그는 그가 그날 밤 제공받았던 정보의 일부를 스크린샷을 통해 보여줬다.
자정을 지난 오전 0~1시쯤 AC-130 전투기가 측면 지원에 나선 가운데, 전투기가 IS 본부 건물 세 개 중 하나로 추정되는 곳을 폭격했다. 그와 동시에 24명의 특수부대원들은 블랙호크 헬기에서 낙하산을 이용해 중요 인질들이 수용되어 있는 감옥으로 추정되는 건물 근처로 뛰어내렸다. 현지 주민은 헬기의 엔진이나 날개에서 나는 소음을 전혀 듣지 못했다고 했는데,《ABC 방송》은 소음이 나지 않게 특수 개조한 블랙호크가 이용된 것으로 추정했으며, 미국의 정부 관리는 "헬기는 특별히 변형된 것"이라고 설명했다.
특수부대원들은 지상에 투입되고 난 직후 우카이리샤에서 라카로 가는 주 도로를 차단하고 감옥으로 이동했다. 그러나 인질이 붙잡혀있다고 생각했던 방에는 아무도 없었다. 발견한 것이라고는 먹다가 만 음식과 한 움큼의 머리칼이 전부였다.
특수부대원들은 반군과 교전을 벌이며 목격자 라카위의 집을 포함해 우카이리샤의 주택가를 수색하기 시작했다. 라카위는 우카이리샤에서 농부로 살고 있는 그의 동료가 특수부대원들과 맞닥뜨렸다고 말했다.《데일리 텔레그래프》는 라카위의 주장을 입증하지 않았지만, 7월 4일 그가 제공한 많은 양의 정보들은 미국 정부가 발표한 성명과 연관성이 있다고 전했다.
이 시간에, IS가 라카에서 지원 부대를 보내 3~4시간가량 총격전이 이어졌다. IS는 미국 항공기를 향해 로켓추진식 수류탄을 이용한 공격을 했지만 성공하지 못 했다. 7월 20일 미국 정부는 이 과정에서 적어도 5명의 IS 대원이 사망하고 미군 1명이 부상을 입었다고 밝혔다. 라카위는 미국이 요르단 국기가 새겨진 옷을 입은 특수 요원들의 도움을 받았다고 말했으며, 요르단 군대 또한 작전에 참가한 1명의 요르단 군인이 부상을 입었다고 발표했지만, 이것은 확인된 바가 없다.
결과적으로, 미국정부는 인질들이 더 이상 그곳에 남아있지 않다고 판단하고, 구출작전을 중단하는 결론을 내렸다. 특수부대원들은 오전 3~4시쯤 헬리콥터를 타고 돌아갔다.
라카위는 IS 내부 관계자로부터 인질들이 미국의 작전이 있기 24시간 전에 이미 다른 곳으로 옮겨졌다고 들었다고《데일리 텔레그래프》를 통해 말했다. 그는 또한 이 공격으로 IS의 본부인 오사마 빈 라덴 캠프는 막대한 피해를 입었다고 말했다. IS는 캠프에 대한 자긍심을 가지고 있었으며, 온라인에 플래카드와 함께 본부 사진을 올릴 때에도 캠프의 이름을 대문 앞에 고정시키며 자랑스럽게 과시했다. 라카위는 "캠프는 굉장히 활동적이었지만, 전투 후에 캠프와 감옥은 1주일간 폐쇄되었다. 그들은 마치 잠이 든 것 같았으며 그곳에 움직임은 없었다"고 묘사했다.

## 결과
이 작전은 IS가 사전에 알아차렸거나 혹은 정확하지 못한 정보로 인해 작전 실패로 남게 되었다. 작전 한 달 후에, 미국 기자인 제임스 폴리가 참수되었다. 그 후에 몇 주 간격으로 미국 기자인 스티븐 소트로프와 국제 구조원인 피터 캐식, 영국의 국제 구조원인 데이비드 헤인즈와 앨런 헤닝이 참수되었다. IS는 또한 2012년 11월 시리아에서 피랍된 영국의 기자인 존 캔틀리를 자신들의 메시지를 대외에 알리는 선전 목적으로 이용하며 억류했다. 제임스 폴리와 스티븐 소트로프의 인질 구출 작전의 실패가 밝혀지면서 미 하원의원인 벅 맥키언은 미국의 군사작전을 비난했다. 그는 무엇보다도 앞으로도 계속 비슷한 미국 군사작전을 실행할 시에 커다란 위험에 직면할 것이라고 주장했다. 미국 국무부 대변인인 마리에 하프는 언론매체는 어떤 식으로든 이 내용을 언론에 유출시킬 준비가 되어 있었기 때문에 백악관은 펜타곤과의 상의끝에 작전을 밝혔다고 말했다.

## 작전 실패의 원인과 평가
구출작전 계획에 관여한 일부 관계자들은 작전 실패에 백악관 책임도 있다고 주장했다. 작전 계획을 수립해 버락 오바마 대통령 책상에 올려놓는 데만 며칠이 걸리는 바람에 작전에 나선 특수부대원들이 실패하기 일쑤라고 설명했다. 결정 과정에서 고위직들의 입김이 세게 작용하는 바람에 결과적으로 작전이 실패했다고 비난했다.
그러나 행정부 고위직들은 이런 주장을 강력하게 부인했다. 결정 과정에 직접 관여하는 고위 관계자들은 구출작전의 기획-승인-실행 과정은 '초특급'(warp speed)으로 처리된다고 주장했다. 수전 라이스 백악관 국가안보보좌관은 "대통령의 검토와 승인을 요구하는 작전이 있다면 최우선으로 일을 처리한다"고 주장했다. 라이스는 "여러 가지 복잡한 위험성을 고려하면 그 작전은 다른 어느 때보다 신속하게 진행됐다"고 덧붙였다.
국방부의 한 고위 관계자도 시리아 영토 한복판에서 이뤄진 구출작전은 투입 부대원들이 전혀 모르는 지형인 데다 다양한 사람들이 관계하고 자신들과 인질 모두의 생명을 위협할 위험성이 높은 성격의 작전"이라면서도 "결과적으로는 깔끔하지 못한 소규모 외과수술이었다"고 평가했다.

## 같이 보기
- 시리아 내전
- 2014년 북부 이라크 공세